# هوردان
هوردان یک منطقهٔ مسکونی در ایران است که در استان کرمان واقع شده‌است.